# Княжево (Переславский район)
Княжево — деревня в Переславском районе Ярославской области.
Постоянное население на 1 января 2007 года — 11 человек.

## История
В 1455—1477 годах — это село Князьское, принадлежавшее Троице-Сергиеву монастырю к его Хупанской вотчине. Великий князь Василий Тёмный выменял его и добавил к селу Городище. В 1564 году Иван Грозный отдал Княжево в вотчину Никитскому монастырю, собственностью которого оно оставалось до секуляризации 1764 года..